# 第27回アカデミー賞
第27回アカデミー賞（だい27かいアカデミーしょう）は、1954年の映画を対象としており、授賞式は1955年3月30日にハリウッドのRKOパンテージズ・シアターとニューヨークのNBCセンチュリー・シアターで行われた。
第24回から4回連続でノミネートされていたマーロン・ブランドが初受賞を果たす。

## 受賞とノミネート一覧
太文字のものが受賞である。
| 作品賞 | 監督賞 |
| --- | --- |
| - 『波止場』 - 『掠奪された七人の花嫁』 - 『ケイン号の叛乱』 - 『喝采』 - 『愛の泉』 | - エリア・カザン – 『波止場』 - アルフレッド・ヒッチコック – 『裏窓』 - ビリー・ワイルダー – 『麗しのサブリナ』 - ジョージ・シートン – 『喝采』 - ウィリアム・A・ウェルマン – 『紅の翼』 |
| 主演男優賞 | 主演女優賞 |
| - マーロン・ブランド – 『波止場』 - ジェームズ・メイソン – 『スタア誕生』 - ダン・オハーリー – 『ロビンソン漂流記』 - ハンフリー・ボガート – 『ケイン号の叛乱』 - ビング・クロスビー – 『喝采』 | - グレース・ケリー – 『喝采』 - ジュディ・ガーランド – 『スタア誕生』 - ドロシー・ダンドリッジ – 『カルメン』 - ジェーン・ワイマン – 『心のともしび』 - オードリー・ヘプバーン – 『麗しのサブリナ』 |
| 助演男優賞 | 助演女優賞 |
| - エドモンド・オブライエン – 『裸足の伯爵夫人』 - リー・J・コッブ – 『波止場』 - カール・マルデン – 『波止場』 - ロッド・スタイガー – 『波止場』 - トム・タリー – 『ケイン号の叛乱』 | - エヴァ・マリー・セイント – 『波止場』 - ケティ・フラド – 『折れた槍』 - ニナ・フォック – 『重役室』 - ジャン・スターリング – 『紅の翼』 - クレア・トレヴァー – 『紅の翼』 |
| 脚色賞 | 脚本賞 |
| - 『喝采』 – ジョージ・シートン - 『裏窓』 – ジョン・マイケル・ヘイズ - 『麗しのサブリナ』 – ビリー・ワイルダー、サミュエル・テイラー、アーネスト・レーマン - 『ケイン号の叛乱』 – スタンリー・ロバーツ - 『掠奪された七人の花嫁』 – アルバート・ハケット、フランセス・グッドリッチ、ドロシー・キングスレイ | - 『波止場』 – バッド・シュールバーグ - 『おかしなおかしな自動車競争』 - ウィリアム・ローズ - 『あの手この手』 - ノーマン・パナマ、メルヴィン・フランク - 『裸足の伯爵夫人』 – ジョーゼフ・L・マンキーウィッツ - 『グレン・ミラー物語』 – ヴァレンタイン・デイヴィス、オスカー・ブロドニー |
| 原案賞 | 短編アニメ賞 |
| - 『折れた槍』 – フィリップ・ヨーダン - 『夜の人々』 - テッド・ハリス、トーマス・リード - 『ショウほど素敵な商売はない』 – ラマー・トロッティ - 『禁じられた遊び』 – フランソワ・ボワイエ - 『パンと恋と夢』 – エットーレ・マリア・マルガドンナ | - When Magoo Flew - 『あべこべ騒動』 - 『ブタはブタ』 - 『ネコの海岸物語』 - 『武士道はつらい』 |
| 長編ドキュメンタリー映画賞 | 短編ドキュメンタリー映画賞 |
| - 『滅びゆく大草原』 – ウォルト・ディズニー - The Stratford Adventure | - 『木曜日の子供たち』 - Jet Carrier - Rembrandt: A Self-Portrait |
| 短編実写映画賞（一巻） | 短編実写映画賞（二巻） |
| - This Mechanical Age – ロバート・ヤングソン - The First Piano Quartette – オットー・ラング - The Strauss Fantasy – ジョニー・グリーン | - A Time Out of War – デニス・サンダース、テリー・サンダース - Beauty and the Bull – セドリック・フランシス - Jet Carrier – オットー・ラング - Siam – ウォルト・ディズニー・ピクチャーズ |
| ドラマ・コメディ音楽賞 | ミュージカル音楽賞 |
| - 『紅の翼』 – ディミトリ・ティオムキン - 『おかしなおかしな自動車競争』 – ラリー・アドラー - 『波止場』 – レナード・バーンスタイン - 『ケイン号の叛乱』 – マックス・スタイナー - 『銀の盃』 – フランツ・ワックスマン | - 『掠奪された七人の花嫁』 – アドルフ・ドイチュ、ソウル・チャップリン - 『グレン・ミラー物語』 – ジョセフ・ガーシェンソン、ヘンリー・マンシーニ - 『カルメン』 – ハーシェル・バーク・ギルバート - 『スタア誕生』 – レイ・ハインドーフ - 『ショウほど素敵な商売はない』 – アルフレッド・ニューマン、ライオネル・ニューマン |
| 歌曲賞 | 録音賞 |
| - 「泉の中の三つの銀貨」 （『愛の泉』） – ジュール・スタイン（作曲）、サミー・カーン（作詞） - "Count Your Blessings Instead of Sheep" （『ホワイト・クリスマス』） – アーヴィング・バーリン（作詞・作曲） - 「ハイ・アンド・マイティ」 （『紅の翼』） – ディミトリ・ティオムキン（作曲）、ネッド・ワシントン（作詞） - "Hold My Hand" （『奥様は芳紀十七才』） – ジャック・ローレンス（作詞・作曲）、リチャード・マイヤーズ（作詞・作曲） - 「去って行った彼」 （『スタア誕生』） – ハロルド・アーレン（作曲）、アイラ・ガーシュウィン（作詞） | - 『グレン・ミラー物語』 – ユニバーサル・スタジオ・サウンド部 - 『裏窓』 – パラマウント・スタジオ・サウンド部 - 『ブリガドーン』 – メトロ・ゴールドウィン・メイヤー・スタジオ・サウンド部 - 『奥様は芳紀十七才』 – RKOラジオ・スタジオ・サウンド部 - 『ケイン号の叛乱』 – コロンビア・スタジオ・サウンド部 |
| 美術監督賞（白黒） | 美術監督賞（カラー） |
| - 『波止場』 – 美術・装置: リチャード・デイ - 『重役室』 – 美術: セドリック・ギボンズ、エドワード・カーファグノ、装置: エドウィン・B・ウィリス、エミール・クーリ - 『麗しのサブリナ』 – 美術: ハル・ペレイラ、ウォルター・タイラー、装置: サム・コマー、レイ・モイヤー - 『喝采』 – 美術: ハル・ペレイラ、ローランド・アンダーソン、装置: サム・コマー、グレイス・グレゴリー - 『快楽』 – 美術・装置: マックス・オフュルス | - 『海底二万哩』 – 美術: ジョン・ミーハン、装置: エミール・クーリ - 『スタア誕生』 – 美術: マルコム・バート、ジーン・アレン、アイリーン・シャラフ、装置: ジョージ・ジェイムズ・ホプキンス - 『ブリガドーン』 – 美術: セドリック・ギボンズ、プレストン・エイムズ、装置: エドウィン・B・ウィリス、キーオー・グリーソン - 『デジレ』 – 美術: ライル・ウィーラー、リーランド・フラー、装置: ウォルター・M・スコット、ポール・S・フォックス - Red Garters – 美術: ハル・ペレイラ、ローランド・アンダーソン、装置: サム・コマー、レイ・モイヤー |
| 撮影賞（白黒） | 撮影賞（カラー） |
| - 『波止場』 – ボリス・カウフマン - 『重役室』 - ジョージ・フォルシー - 『悪徳警官』 - ジョン・サイツ - 『麗しのサブリナ』 - チャールズ・ラング・Jr - 『喝采』 - ジョン・F・ウォーレン | - 『愛の泉』 – ミルトン・クラスナー - 『裏窓』 - ロバート・バークス - 『掠奪された七人の花嫁』 - ジョージ・フォルシー - 『エジプト人』 – レオン・シャムロイ - 『銀の盃』 – ウィリアム・V・スコール |
| 衣裳デザイン賞（白黒） | 衣裳デザイン賞（カラー） |
| - 『麗しのサブリナ』 – イーディス・ヘッド - 『重役室』 – ヘレン・ローズ - It Should Happen to You – ジャン・ルイ - The Earrings of Madame de... – ジョルジュ・アネンコフ、ロジーヌ・ドラマレ - 『終着駅』 – クリスチャン・ディオール | - 『地獄門』 – 和田三造 - 『スタア誕生』 – ジャン・ルイ、メアリー・アン・ニューベア、アイリーン・シャラフ - 『ブリガドーン』 – アイリーン・シャラフ - 『デジレ』 – チャールズ・ル・メア、ルネ・ユベール - 『ショウほど素敵な商売はない』 – チャールズ・ル・メア、トラビーヤ、マイルス・ホワイト |
| 編集賞 | 特殊効果賞 |
| - 『波止場』 - ジーン・ミルフォード - 『ケイン号の叛乱』 - ウィリアム・A・リオン - 『紅の翼』 - ラルフ・ドーソン - 『掠奪された七人の花嫁』 - ラルフ・E・ウィンターズ - 『海底二万哩』 - エルモ・ウィリアムス | - 『海底二万哩』 - 『地獄と高潮』 - 『放射能X』 |

### アカデミー名誉賞
- ボシュロム・オプティカル社
- ケンプ・R・ナイヴァー
- グレタ・ガルボ
- ダニー・ケイ
- ジョン・ホワイトリー
- ヴィンセント・ウィンター

### 外国語映画賞
- 『地獄門』（ 日本）

### 統計
複数候補
- 12候補: 『波止場』
- 7候補: 『ケイン号の叛乱』、『喝采』
- 6候補: 『紅の翼』、『麗しのサブリナ』、『スタア誕生』
- 5候補: 『掠奪された七人の花嫁』
- 4候補: 『重役室』、『裏窓』
- 3候補: 『海底二万哩』、『ブリガドーン』、『グレン・ミラー物語』、『ショウほど素敵な商売はない』、『愛の泉』
- 2候補: 『裸足の伯爵夫人』、『折れた槍』、『カルメン』、『デジレ』、『おかしなおかしな自動車競争』、Jet Carrier、『銀の盃』、『奥様は芳紀十七才』、『地獄門』

- 8受賞: 『波止場』
- 2受賞: 『海底二万哩』、『喝采』、『愛の泉』